# 680. pehotni polk (Wehrmacht)
Za druge 680. polke glejte 680. polk.
680. pehotni polk (izvirno nemško Infanterie-Regiment 680) je bil eden izmed pehotnih polkov v sestavi redne nemške kopenske vojske med drugo svetovno vojno.

## Zgodovina
Polk je bil ustanovljen 1. novembra 1940 kot polk 14. vala na področju Küstrina iz osebja 511. in 512. pehotnega polka ter dodeljen 333. pehotni diviziji.
15. oktobra 1942 je bil polk preimenovan v 680. grenadirski polk.